# 鑑識英雄
《C.S.I.C.鑑識英雄》（英語：Crime Scene Investigation Center／i Hero），2015年台灣偶像劇，由周孝安、蔡淑臻、王識賢、蔡黃汝、蘇達領銜主演。2013年12月1日開拍，2014年3月底殺青。中視數位台於2015年4月10日晚上10點首播。本劇為中華民國科技部推動的計畫，號稱「台灣第一部鑑識科技電視電影」、「台灣第一部全領域科學戲劇」。除了科技部的支持，本劇亦獲得中華民國文化部103年補助高畫質電視節目一般型連續劇類新臺幣1100萬元。下一季於《鑑識英雄II 正義之戰》

## 播出時間

### 首播
| 頻道       | 所在地 | 播映日期      | 播出時間                          |
| ---------- | ------ | ------------- | --------------------------------- |
| 中視數位台 | 臺灣   | 2015年4月10日 | 每週五 22:00-24:00 （一次播兩集） |
| 中視數位台 | 臺灣   | 2016年9月     | 每週五 22:00-24:00 （一次播兩集） |

### 重播
| 頻道       | 所在地 | 播映日期     | 播出時間              |
| ---------- | ------ | ------------ | --------------------- |
| 中視數位台 | 臺灣   | 2019年3月8日 | 週一至週五20:00-21:00 |

## 演員陣容

### 主要角色
| 角色                   | 演員           | 介紹 | 登場集數      |
| 雷一鳴                 | 周孝安         | 暱稱：雷公，犯罪科學鑑識中心(C.S.I.C)組長，擅長DNA鑑識。與楊茜互有好感。鑑識小組的主要領導者。個性沉穩，總扮演兄長角色。性格耿直，有道德潔癖，在工作上徹底講求做事法則和科學證據，絕不妥協一板一眼的個性，也常讓他對案情少了人情角度和邪門歪道的思考。他喜歡研究植物和種子、喜歡把廚房當化學實驗室來做菜、不欲人知的還有喜歡集點數的嗜好。因為喜歡楊茜又覺得不該有辦公室戀情，反而對她故意冷淡。                       | 全劇          |
| 楊茜                   | 蔡淑臻         | 暱稱：小茜，刑事局警員。與雷一鳴互有好感。國家級跆拳道黑帶、泰拳高手。好行俠仗義，充滿正義感和人情味，在生活上是個不拘小節的爽朗女生，在職場上是個衝勁滿滿的工作狂，不喜歡按照規矩辦事。父親 是開死亡證明的法醫，媽媽是開出生證明的婦產科醫師，奇妙的家庭背景造成她特殊的個性。她從小討厭父親身上的屍臭，不自覺習慣性憋氣造成心因性的嗅覺喪失。                                                                        | 全劇          |
| 林士堯                 | 王識賢         | 暱稱：林 Sir，犯罪科學鑑識中心(C.S.I.C)檢察官，鑑識小組的核心後盾。曾經黑白分明的林士堯，為求破案逐漸遊走在龍蛇雜處的灰色地帶。十年前由於他誤判情勢，意外引發一場警方與走私槍械集團的火拼，線人無辜送命，搭擋枉死，他自己也因傷跛足，從此轉調到鑑識科擔任主任。他外型草莽粗獷 ，講話尖銳辛辣，但實際上心思細膩，是鑑識小組成員們的核心後盾。老婆難以諒解他工作忙碌而提出離婚。 因為愛，兩人遲遲未在離婚協議書上簽字 。 | 1-2,5-9,11-13 |
| 悟明‧達道 (Umin Dadau) | 蘇達           | 暱稱：頭目，犯罪科學鑑識中心(C.S.I.C)成員，痕跡專家。為部落頭目之子，有獵人般的直覺和行動力，常運用原住民對大自然的敏感辦案，再以科學鑑識來應證，他相信罪犯不論如何小心，都會留下一定的蹤跡。經常把百分之百掛嘴邊，接著就會被雷一鳴打槍。 | 全劇          |
| 王珍妮                 | 蔡黃汝(豆花妹) | 暱稱：精靈，犯罪科學鑑識中心(C.S.I.C)成員，專長行為科學。為了尋找弟弟而加入鑑識中心。天才資優生，在國外求學時父母發生車禍去世，遺留大筆遺產。弟弟因為目睹父母車禍雙亡身心受創失蹤，她為了要找弟弟，投入鑑識科學的領域。個性古靈精怪，熱愛Cosplay，笑點很低，因為失去全部親人的悲傷讓她學會搞笑，否則不知道該怎麼活下去。專長是行為科學，對於人們的心理反應特別敏銳，一個微表情就可以察覺真相。                         | 1-8,10-13     |
| 高天睿                 | 蔡力允         | 暱稱：小高，犯罪科學鑑識中心(C.S.I.C)成員，資訊專家。高中時曾寫過病毒，造成全球恐慌遭到退學，被林隊感化，洗心革面後成為打擊犯罪的電腦高手。解密速度一流，擅長數位痕跡的處理、分析、判讀，伙伴出勤時固守辦公室，負責提供即時資訊協助破案。不愛說話，但開口就一刀斃命。熱衷各類科學的冷知識。 | 1-5,7-13      |
| 蔣為象                 | 錢俞安         | 暱稱：小象，刑事局新進警員，楊茜的得力助手。個性憨厚的刑事菜鳥，好學認真，有著自己也不懂的喜感。常常沒有存在感，老是被人忽略，聽到八卦的下一秒，立刻轉發給所有人，但其實是出自關心。視雷公為偶像。本身是重度動漫迷。 | 全劇          |
| 楊東順                 | 陶傳正         | 暱稱：楊教授，資深法醫專家，楊茜的父親。熱愛生命。工作時非常嚴肅，是個知無不言、言無不盡的熱心長者。常常與遺體對話，看遺體就可以做出往生者的心理分析。他總是慈悲的安慰亡者，發願要替他們伸冤，所以吃素。有時會把特殊檢體帶在身邊思考，常會嚇到周遭的人。在工作上公事公辦，大家都不知道他和楊茜竟是父女關係。 | 1-2,4-13      |
| 辛品方                 | 紀培慧         | 暱稱：小辛，犯罪科學鑑識中心(C.S.I.C)成員，材料、微物專家。暗戀楊茜。追求時尚美學，打扮中性帥氣。在她腦中彷彿有個豐富的辨識資料庫，對於證物的材質、組合、生產履歷如數家珍，在微物鑑識這部分無能出其右。和楊茜是高中同學、知心好友。愛旅行卻因對工作的責任感從不敢休假、只能在Google map的街景上環遊世界。對神秘事件有特殊愛好，相信外星人的存在。後前往美國進修。                                                      | 1-9           |
| Angel                  | 何以奇         | 犯罪科學鑑識中心(C.S.I.C)新成員。小辛去美國進修後，新就任支援中心的鑑識人員。雷一鳴前女友。綽號Ｘ | 9-13          |

### 客串演出
| 角色            | 演員   | 介紹                                                                                 | 登場集數 |
| 陳媽媽          | 林昱惠 | 死者的母親，堅持自己的兒子沒有喝酒。                                                 | 1        |
| 死者            | 古曜誠 | 被害人，陳媽媽的兒子。                                                               | 1        |
| 李少爺          | 包容任 | 酒駕撞死人意圖脫罪的富少                                                             | 1        |
| 李媽媽          | 葉秋芬 | 李少爺的母親。                                                                       | 1        |
| 夜店負責人      | 張晉豪 | 李少爺常常光顧的夜店的負責人                                                         | 1        |
| 議員            | 李永康 | 幫陳媽媽召開記者會的議員                                                             | 1        |
| 張副            | 畢志剛 | 犯罪科學鑑識中心(C.S.I.C)的長官。                                                    | 1, 12    |
| 鄭大偉          | 蘇昱良 | 被害人，科技公司的經理，長期嚴厲對待下屬。                                           | 2        |
| 球員            | 呂俊德 | 科技公司所屬的員工棒球隊的球員之一。                                                 | 2        |
| 教練            | 賀 龍  | 科技公司所屬的員工棒球隊的球隊教練，不滿鄭經理干涉教練職責。                         | 2        |
| 洪昭明          | 李胤碩 | 科技公司所屬的員工棒球隊的球員之一，逃避楊茜跟精靈的問話。                           | 2        |
| 何佩華          | 何裕天 | 何佩中的同卵雙胞胎弟弟                                                               | 2        |
| 何佩中          | 何裕天 | 兇手，何佩華的同卵雙胞胎哥哥。                                                       | 2        |
| 蒙特利型男      | 黃劭揚 | 國中生，發現工地有血。                                                               | 3        |
| 黃以涵          | 藍雅   | 被害人，頭目暗戀好友。                                                               | 3        |
| 彭啟凡          | 徐秉志 | 黃以涵之前男友，婚姻諮詢專家。                                                       | 3        |
| 豬血糕阿伯      | 邱天麟 | 賣豬血糕的阿伯。                                                                     | 3        |
| 馬伊婷          | 洪儷今 | 夏杰的粉絲，被綁至畫室。                                                               | 3        |
| 夏              | 施柏全 | 兇手，畫家。                                                                         | 3        |
| 梁冠宇          | 劉皓哲 | 被害人，植物學系的天才，喜歡露營，王永齡的得意門生。                                 | 4        |
| 馮姿伶          | 洪瑜涵 | 被害人，梁冠宇的女朋友。                                                             | 4        |
| 張文豪          | 黃紹裕 | 被害人，植物學系學生。                                                               | 4        |
| 王俊家          | 張禧澄 | 被害人，植物學系學生。                                                               | 4        |
| 李大雄          | 曾瓏毅 | 植物學系助教。                                                                       | 4        |
| 未婚妻          | 孫瑋晨 | 李大雄的女朋友、未婚妻。                                                             | 4        |
| 憲哥            | 黃紹毓 | 販賣芭蕾系列花草茶的商人。                                                           | 4        |
| 王永齡          | 葉幼青 | 兇手，植物學權威，梁冠宇的指導老師；雷一鳴幼時的鄰居，啟蒙雷一鳴加入鑑識領域的老師。 | 4        |
| 雷一鳴 （童年） | 駱炫銘 | 童年雷一鳴                                                                           | 4        |
| －              | 梁舒涵 | －                                                                                   | 4        |
| 蘇怡晴          | 黃婕晴 | 被害人                                                                               | 5        |
| 狗主人          | 褚文華 | 狗狗捷運的主人                                                                       | 5        |
| 捷運            | 捷運   | 咬到屍骨的狗                                                                         | 5        |
| 阿傑            | 吳東諺 | 精靈的弟弟，與蘇怡晴指甲的皮屑DNA相同。                                              | 5        |
| 蘇爸爸          | 黃聰文 | 被害人蘇怡晴的爸爸                                                                   | 5        |
| 中藥店老闆      | 陳安詳 | 中藥店老闆                                                                           | 5        |
| 范爸爸          | 劉炬良 | 范明正的爸爸                                                                         | 5        |
| 范明正          | 馬國堯 | 兇手，早餐店的老闆。                                                                 | 5        |
| 侯伯宇          | 王道南 | 兇手，有異裝癖，許佳佳的丈夫，患有多重人格。                                         | 6        |
| 翁來財          | 廖本程 | 被害人，有異裝癖。                                                                   | 6        |
| 游志文          | 何煜明 | 被害人，有異裝癖。                                                                   | 6        |
| 魏美            | 蕭湘蘭 | 前科犯，疑似與本案有關連。                                                           | 6        |
| 老闆            | 劉宇晏 | 餐車老闆，招待雷公跟楊茜九層塔歐姆蛋。                                               | 6        |
| 證人            | 石文曄 | 證人，曾在夜晚看見侯太太開車出門。                                                   | 6        |
| 許佳佳          | 鍾玉花 | 侯柏宇的妻子，因後悔把丈夫的女裝丟進河裡，下河打撈衣服時，不慎溺死。                 | 6        |
| 女裝店老闆娘    | 黃乙萱 | 賣女裝給翁來財，卻意外說溜嘴，成為關鍵的證據。                                       | 6        |
| 郭士偉          | 戴昆憲 | 被害人，芳療會館老闆，周玫君的第三任丈夫。                                           | 7        |
| 周玫君          | 黃紹雯 | 兇手，芳療會館老闆娘，第三任丈夫為郭士偉。                                           | 7        |
| 溫文凱          | 邱德洋 | 芳療會館員工，喜歡周玫君。                                                           | 7        |
| 芳療師          | 楊文文 | 芳療會館員工。                                                                       | 7        |
| 江啟洋          | 曾證展 | 周玫君的第一任丈夫。                                                                 | 7        |
| 黎子若          | 卓予童 | 被害人，模特兒，迷裳百貨現任代言人。                                                 | 8        |
| 孫詩妮          | 馬友芯 | 模特兒，迷裳百貨前任代言人。                                                         | 8        |
| 周小姐          | 周家安 | 模特兒助理                                                                           | 8        |
| 流浪漢          | 陳家壹 | 撿到行李箱的流浪漢                                                                   | 8        |
| 經紀人          | 安伯政 | 黎子若的經紀人。                                                                     | 8        |
| 志工            | 周 鼎  | 動保團體的志工。                                                                     | 8        |
| 顏容            | 陸明君 | 兇手，動保團體志工，抗議黎子若代言經過動物實驗的化妝品。                             | 8        |
| 安喜            | 林玟誼 | 被害人，小辛的朋友，癌末病患墜樓身亡，死前曾吸食毒品。                               | 9        |
| 安媽媽          | 江少儀 | 安喜的母親，不喜歡立民。                                                             | 9        |
| 販賣者          | 顧潔   | 賣幸福糖給立民的少女。                                                               | 9        |
| 立民            | 羅能華 | 兇手，醫院志工，半年前開始與安喜交往。                                               | 9        |
| 廖文鼎          | 張詠興 | 被害人，林依婷男友，犯罪集團成員。                                                   | 10       |
| 小秦            | 程若微 | 駭客X，誤信犯罪集團，後協助警方一起破案，跟小高曖昧。                                | 10       |
| 林依婷          | 王曉蕾 | 廖文鼎女友，電腦被駭客入侵。                                                         | 10       |
| 王心華          | 高麗虹 | 商場女強人                                                                           | 10       |
| 趙善宏          | 元銘皓 | 蕭佑蘭的兒子，收到母親的斷指。                                                       | 11       |
| 蕭佑蘭          | 溫娣   | 被害人，趙善宏的母親，手指被切斷寄到兒子公司。                                       | 11       |
| 魏醫師          | 程政鈞 | 被害人，與趙善宏、蕭佑蘭母子有醫療商業糾紛。                                         | 11       |
| 呂品生          | 陳俊言 | 兇手，趙善宏同事，與蕭佑蘭關係曖昧，魏醫師的學生，創傷科醫師。                       | 11       |
| 駱琳            | 楊文文 | 林士堯妻子。                                                                         | 11-13    |
| 李雲天          | 陳炳臣 | 葉富統集團成員轉汙點證人，中彈身亡。                                                 | 12-13    |
| 王英坤          | 高偉倫 | 葉富統集團成員轉汙點證人，中彈身亡。                                                 | 12-13    |
| 潘方崎          | 柳順唐 | 葉富統集團成員轉汙點證人，中彈身亡。                                                 | 12-13    |
| 宋萬福          | 林俊義 | 葉富統集團一案中彈身亡，葉富統集團成員，警方臥底，宋偉哲之父。                       | 12-13    |
| 葉富統          | 朱進新 | 葉富統集團一案中彈身亡                                                               | 12-13    |
| 吳德            | 林志儒 | 葉富統集團一案承辦警察                                                               | 12-13    |
| 宋偉哲          | 崔台鎬 | 兇手，宋萬福之子。                                                                   | 12-13    |

### 特別來賓
| 角色 | 演員   | 介紹     | 登場集數      |
| 無   | 李昌鈺 | 特別來賓 | 花絮 幕後特輯 |

## 電視劇歌曲
| 曲別   | 歌名     | 演唱者    | 作詞         | 作曲         |
| 片頭曲 | 州界女孩 | Nora Says | Greg、鄭宏澧 | Samuel、Greg |

## 獎項紀錄
| 第50屆金鐘獎     |                                                      |      |
| 獎項名稱         | 入圍者                                               | 目前 |
| 戲劇節目獎       | 鑑識英雄                                             | 提名 |
| 戲劇節目男主角獎 | 周孝安                                               | 提名 |
| 戲劇節目女主角獎 | 蔡淑臻                                               | 提名 |
| 戲劇節目男配角獎 | 蘇達                                                 | 獲獎 |
| 戲劇節目導演獎   | 賴孟傑、張修誠                                       | 提名 |
| 戲劇節目編劇獎   | 吳繁【吳毓青】、鄧莉芬、黑米【涂芳祥】、陳嘉振、賴孟傑 | 提名 |

## 收視率

### 中視
| 播出日期      | 集數       | 收視率 | 收視排名 | 備註               |
| ------------- | ---------- | ------ | -------- | ------------------ |
| 2015年4月10日 | 1、2       | 0.54   | 4        | 每週五晚上10點首播 |
| 2015年4月17日 | 3、4       | 0.49   | 4        |                    |
| 2015年4月24日 | 5、6       | 0.51   | 4        |                    |
| 2015年5月1日  | 7、8       | 0.39   | 5        |                    |
| 2015年5月8日  | 9、10      | 0.56   | 4        |                    |
| 2015年5月15日 | 11、12     | 0.67   | 4        |                    |
| 2015年5月22日 | 13         | 0.71   | 4        | 最終回             |
| 平均收視率    | 平均收視率 | 0.55   | －       |                    |

- 同時段偶像劇：民視：《廉政英雄》、三立臺灣台：《珍珠人生》、三立都會台：《莫非，這就是愛情》、台視：《新世界》/《哇！陳怡君》
- 由AGB尼爾森調查，調查範圍是四歲以上收看全世界電視之觀眾。

## 拍攝場景

### 林口區
- 林口封街

### 板橋區
- 浮洲藝術發想村
- 新北市政府警察局刑事鑑識中心
- 435藝文特區(枋橋大劇院以及前廣場)

### 新莊區
- 新莊國民運動中心

### 八里區
- 八里漁民碼頭、挖子尾街旁空地

## 製作團隊
- 輔助製作：行政院科技部、文化部影視及流行音樂產業局
- 製作人：顧超
- 製作單位：超人睿奇製作有限公司
- 發行單位：超奇國際股份有限公司
- 監製：王筠秀
- 執行監製：陳秋銘
- 科學顧問：孟憲輝、楊韶凱、廖抱一、謝松善
- 導演：賴孟傑、張修誠
- 編劇：吳毓青、鄧莉芬、黑米、陳嘉振
- 協助拍攝：新北市協助影視拍攝與發展中心

## 新聞
- 李昌鈺認證《鑑識英雄》 （页面存档备份，存于）
- 中視《鑑識英雄》首播開紅盤
- 中視《鑑識英雄》王識賢周孝安打拳擊慶功
- 直擊／蔡淑臻美脖驚見紅色彈孔！《鑑識英雄》無碼重現 （页面存档备份，存于）
- 紀培慧30秒「女女激吻」影片外流！　破尺度臉紅又心跳 （页面存档备份，存于）
- 豆花妹《鑑識》拚眼技 和自己對決 （页面存档备份，存于）
- 《鑑識》第2季飛美 等王識賢點頭 （页面存档备份，存于）
- 《鑑識英雄》明年續攤 打造台灣品牌 （页面存档备份，存于）
- 挾６項入圍威勢 《鑑識英雄》拍第２季 （页面存档备份，存于）

## 外部連結
- 官方网站－鑑識英雄粉絲團
- 官方网站－中視
- 官方网站－鑑識英雄 LINE TV
- 官方网站－鑑識英雄 CSIC （iHero）
- 互联网电影数据库（IMDb）上《鑑識英雄》的资料（英文）

## 電視節目的變遷
| 中華民國 中視數位台 每週五 22:00 - 24:00（一次播兩集） · 5月22日 22:00 - 23:00                                   | 中華民國 中視數位台 每週五 22:00 - 24:00（一次播兩集） · 5月22日 22:00 - 23:00 | 中華民國 中視數位台 每週五 22:00 - 24:00（一次播兩集） · 5月22日 22:00 - 23:00 |
| --- | ------------------------------------------------------------------------------ | ------------------------------------------------------------------------------ |
| | 鑑識英雄 （2015年4月10日－2015年5月22日）                                      |                                                                                |
| 俏摩女搶頭婚 （第10－15集） （2015年2月6日－2015年3月20日） 金魚媽媽 （2015年3月27日） 願望清單 （2015年4月3日） | 愛在異鄉 （2015年5月22日－2015年8月21日）                                      |                                                                                |